# Robert Fano
Robert Mario Fano (Turim, 11 de novembro de 1917 - Naples, 13 de julho de 2016) foi um cientista da computação estadunidense nascido na Itália. Foi professor emérito de engenharia elétrica e ciência da computação do Instituto de Tecnologia de Massachusetts. Morreu em 13 de julho de 2016, aos 98 anos. 